# Partido Comunista de la República Socialista Soviética de Armenia
El Partido Comunista de la República Socialista Soviética de Armenia (en ruso: Коммунисти́ческая па́ртия Армянской ССР, abreviado como КП АрССР, en armenio: ՀԽՍՀ կոմունիստական կուսակցություն) era la rama a nivel regional del Partido Comunista de la Unión Soviética en la RSS de Armenia, una de las repúblicas constituyentes de la Unión Soviética.

## Historia
El primer grupo marxista en Armenia fue fundado por Stepán Shaumián en 1899 en Jalaloghli (actual Stepanaván). En 1902, Shaumián, Bogdan Knunyants y Arshak Zurabov fundaron en Tiflis la Unión de Socialdemócratas Armenios, como una rama del Partido Obrero Socialdemócrata de Rusia. Al igual que su organización matriz, se dividió en una facción bolchevique y menchevique.
Durante la existencia de la República Democrática de Armenia (1918-1920), proclamada por el Movimiento Blanco, los bolcheviques armenios lucharon activamente contra el gobierno dirigido por la Federación Revolucionaria Armenia (Dashnaktsutiun). En septiembre de 1919, las organizaciones bolcheviques de Armenia crearon el Comité de Armenia (Armenkom) del Partido Comunista Ruso (bolchevique). En mayo de 1920, encabezaron un levantamiento armado fallido contra el gobierno liderado por la FRA. Muchos de los bolcheviques armenios fueron ejecutados u obligados a huir al recién sovietizado Azerbaiyán tras el levantamiento fallido, y las actividades de los comunistas en Armenia prácticamente cesaron.
El 30 de junio de 1920, el Partido Comunista Ruso autorizó la creación de los partidos comunistas de Armenia, Azerbaiyán y Georgia, que estarían subordinados al Buró del Cáucaso del partido. Otro partido llamado Partido Comunista de Armenia, que había sido creado en 1918 para difundir la propaganda bolchevique entre los refugiados armenios occidentales, se fusionó con el principal Partido Comunista de la RSS Armenia. En noviembre de 1920, se creó en Bakú el Comité Revolucionario Armenio (Armrevkom, presidido por Sarkis Kasián) para facilitar la sovietización de Armenia. El 29 de noviembre de 1920, el Armrevkom cruzó a Armenia desde Azerbaiyán junto con el Ejército Rojo y declaró la República Socialista Soviética de Armenia.
El primer congreso del Partido Comunista de la RSS de Armenia tuvo lugar en enero de 1922, el mismo año en que se fundó oficialmente la Unión Soviética con la RSFS de Transcaucasia (y con ella, la Armenia soviética) como miembro constituyente. Muchos de los líderes del partido fueron acusados de ser trotskistas o dashnakistas y ejecutados en 1937.
Durante la Gran Guerra Patria, todas las fuerzas del Partido Comunista de Armenia y del pueblo armenio se dirigieron a la defensa de la Patria socialista y a la derrota de las tropas nazis. En 1941-43, de 36,9 mil comunistas de la república, sólo 20 mil personas. Entró en las filas del Ejército Rojo. Entre 1942 y 1945 se afiliaron al partido 26.107 personas. Bajo la dirección del partido, los trabajadores de la república fortalecieron la retaguardia y desarrollaron los sectores industrial y agrícola. producción, brindó asistencia a nivel nacional al frente.
  En los años de posguerra, las actividades del Partido Comunista estaban dirigidas al desarrollo ulterior de la economía , a la culminación de la construcción del socialismo. En marzo de 1951, el XV Congreso del PC(b) de A. resumió los resultados del IV Plan Quinquenal. El plan industrial se superó en un 31%. El partido superó decisivamente las deficiencias en su trabajo y, de acuerdo con las decisiones del XX Congreso del PCUS, hizo mucho para restablecer las normas leninistas de la vida del partido, fortalecer la legalidad socialista y aumentar la actividad de los comunistas. Al implementar las decisiones del XXII Congreso del PCUS, los comunistas y todos los trabajadores de A. luchan por la implementación exitosa del Programa del PCUS. El Partido Comunista de la RSS de Armenia mejoró significativamente su trabajo después de las sesiones plenarias de octubre (1964) y posteriores del Comité Central del PCUS en los años 50 y 60. El Partido Comunista de la RSS de Armenia siguió en sus actividades económicas la línea de fortalecimiento del desarrollo de las fuerzas productivas de la república. En el ámbito de la producción industrial se siguió un rumbo hacia el desarrollo acelerado de las industrias relacionadas con el progreso técnico (instrumentación, electrónica, radioelectrónica, informática).
  En marzo de 1966 se celebró el XXIV Congreso del Partido Comunista de Armenia, en el que se definieron las tareas de las organizaciones del partido de la república en el VIII Plan Quinquenal 1966-1970; Prestó gran atención a las cuestiones del trabajo intrapartido y a la educación ideológica y política de los trabajadores, especialmente de los jóvenes y, en particular, de los estudiantes.

## Lista de Primeros Secretarios
| #  | Imagen | Nombre                          | Inicio                   | Final                    |
| -- | ------ | ------------------------------- | ------------------------ | ------------------------ |
| 1  |        | Gevorg Alijanián (1897-1938)    | Diciembre de 1920        | 29 de abril de 1921      |
| 2  |        | Askanaz Mravián (1885-1929)     | 29 de abril de 1921      | Enero de 1922            |
| 3  |        | Ashot Hovhannisián (1887-1972)  | Enero de 1922            | 6 de julio de 1927       |
| 4  |        | Hayk Ovsepián (1891-1937)       | 6 de julio de 1927       | 8 de abril de 1928       |
| 5  |        | Haykaz Kostanián (1897-1938)    | 8 de abril de 1928       | 7 de mayo de 1930        |
| 6  |        | Aghasi Janchian (1901-1936)     | 7 de mayo de 1930        | 9 de julio de 1936       |
| 7  |        | Amatuni Vartapetián (1900-1938) | 21 de septiembre de 1936 | 23 de septiembre de 1937 |
| 8  |        | Grigori Arutiúnov (1900-1957)   | 23 de septiembre de 1937 | 28 de noviembre de 1953  |
| 9  |        | Suren Tovmasián (1896-1939)     | 28 de noviembre de 1953  | 28 de diciembre de 1960  |
| 10 |        | Yákov Zarobián (1908-1980)      | 28 de diciembre de 1960  | 5 de febrero de 1966     |
| 11 |        | Anton Kochinián (1913-1990)     | 5 de febrero de 1966     | 27 de noviembre de 1974  |
| 12 |        | Karen Demirchián (1932-1999)    | 27 de noviembre de 1974  | 21 de mayo de 1988       |
| 13 |        | Suren Harutiunyán (1939-2019)   | 21 de mayo de 1988       | 5 de abril de 1990       |
| 14 |        | Vladímir Movsisián (1933-2014)  | 5 de abril de 1990       | 30 de noviembre de 1990  |
| 15 |        | Stepan Pogosyan (1932-2012)     | 30 de noviembre de 1990  | 14 de mayo de 1991       |
| 16 |        | Aram Sargsián (Nacido en 1949)  | 14 de mayo de 1991       | 7 de septiembre de 1991  |

## Congresos y Conferencias
| Reunión         | Fecha                                                                               | Lugar  |
| --------------- | ----------------------------------------------------------------------------------- | ------ |
| I Congreso      | 26 al 29 de enero de 1922                                                           | Ereván |
| II Congreso     | 13 al 17 de marzo de 1923                                                           | Ereván |
| III Congreso    | 5 al 10 de mayo de 1924                                                             | Ereván |
| IV Congreso     | 30 de noviembre al 4 de diciembre de 1925                                           | Ereván |
| V Congreso      | 13 al 19 de noviembre de 1927                                                       | Ereván |
| VI Congreso     | 20 al 29 de enero de 1929                                                           | Ereván |
| VII Congreso    | 24 al 28 de mayo de 1930                                                            | Ereván |
| VIII Congreso   | 17 al 22 de enero de 1932                                                           | Ereván |
| IX Congreso     | 10 al 13 de enero de 1934                                                           | Ereván |
| X Congreso      | 26 de mayo al 2 de junio de 1937                                                    | Ereván |
| XI Congreso     | 2 al 6 de junio de 1938                                                             | Ereván |
| XII Congreso    | 26 al 28 de febrero de 1939                                                         | Ereván |
| XIII Congreso   | 11 al 14 de marzo de 1940                                                           | Ereván |
| XIV Congreso    | 12 al 14 de noviembre de 1948                                                       | Ereván |
| XV Congreso     | 20 al 22 de marzo de 1951                                                           | Ereván |
| XVI Congreso    | 20 al 22 de septiembre de 1952                                                      | Ereván |
| XVII Congreso   | 14 al 17 de febrero de 1954                                                         | Ereván |
| XVIII Congreso  | 19 al 21 de enero de 1956                                                           | Ereván |
| XIX Congreso    | 25 al 27 de enero de 1958                                                           | Ereván |
| XX Congreso     | 10 al 13 de enero de 1959                                                           | Ereván |
| XXI Congreso    | 10 al 12 de febrero de 1960                                                         | Ereván |
| XXII Congreso   | 21 al 23 de septiembre de 1961                                                      | Ereván |
| XXIII Congreso  | 7 al 8 de enero de 1964                                                             | Ereván |
| XXIV Congreso   | 3 al 5 de marzo de 1966                                                             | Ereván |
| XXV Congreso    | 25 al 26 de febrero de 1971                                                         | Ereván |
| XXVI Congreso   | 20 al 22 de enero de 1976                                                           | Ereván |
| XXVII Congreso  | 22 al 24 de enero de 1981                                                           | Ereván |
| XXVIII Congreso | 24 al 25 de enero de 1986                                                           | Ereván |
| XXIX Congreso   | 25 a 27 de septiembre de 1990 - 28 al 30 de noviembre de 1990 - 27 de abril de 1991 | Ereván |
| XXX Congreso    | 7 de septiembre de 1991                                                             | Ereván |